# جيم ثريبلتون
جيم ثريبلتون (وُلد عام 1973) هو مخرج أفلام إنجليزي، عمل كمساعد مخرج في العديد من الأفلام بما في ذلك غريب شنيع. يُعرف ثريبلتون على نطاق واسع بأنه الزوج السابق للممثلة الإنجليزية كيت وينسلت. كما اشتهر بعمله كمساعد مخرج في فيلم الدراما لعام 2007 تسليم غير عادي.

## النشأة والتعليم
ولد جيم ثريبلتون عام 1974 في شمال يوركشاير بإنجلترا تحت اسم جيمس إدوارد ثريبلتون. كان والده طيارًا وخدم في سلاح الجو الملكي (RAF). لديه أخ، روبن ثريبلتون. كان جيم مهتمًا بالفيلم منذ أن كان طفلاً. في وقت لاحق، درس في جامعة الفنون في لندن. علاوة على ذلك، فهو حاصل على درجة الدكتوراه في الفنون الجميلة.

## حياته المهنية
يشتهر Jim Threapleton بعمله في بعض الأفلام الوثائقية بالإضافة إلى مساعد مخرج في بعض المسلسلات والأفلام. ظهر لأول مرة في الإخراج عام 2007 تسليم غير عادي بطولة عمر بردوني وآندي سركيس.
قبل عام 2001، كان قد أخرج حلقة واحدة من عالم الظلام. لكنه عمل بالفعل في عدد من المشاريع كمساعد مدير أو مدير وحدة ثانية.

## صافي القيمة
عمل Jim Threapleton في عدد قليل من الأفلام كمخرج. بالنظر إلى عمله في صناعة السينما، يمكن التكهن بصافي ثروته بمئات الآلاف من الدولارات. ومع ذلك، لم يتم الكشف عن صافي ثروته بالضبط.
من ناحية أخرى، تبلغ ثروة زوجته السابقة كيت وينسلت 45 مليون دولار.

### الحياة الشخصية
اشتهر جيم ثريبلتون بعلاقته بالممثلة كيت وينسليت. التقى Jim و Threapleton في مجموعة فيلم 1998 غريب شنيع، حيث كانت كيت ممثلة وكان يعمل كمخرج. لقد تواعدوا لبضعة أشهر قبل أن يتزوجوا في نوفمبر 1998 في مدرستها الابتدائية في ريدينغ.
بعد عامين من زواجهما، أنجبتا طفلتهما الأولى، ابنة، ميا العسل Threapleton. بعد الترحيب بالابنة، قالت وينسلت إن زواجها من Threapleton كان “فوضى” وأنها فقدت السيطرة على غرائزها خلال تلك الفترة. انفصل الزوجان في وقت لاحق في عام 2001.
التسمية التوضيحية: جيم ثريبلتون وكيت وينسلت مع ابنتهما المولودة حديثًا المصدر: بينتيريست
في عام 2008، التقى جيم بزوجته الثانية جولي فورينين، مدير مدرسة. في غضون بضعة أشهر من العلاقة، تزوجا وفي عام 2009، أنجبوا ابنًا، سكايلر ثريبلتون. يعيش جيم وجولي حياة زوجية سعيدة في شمال لندن.
بالحديث عن العلاقة الأخرى لزوجته السابقة وينسلت، تزوجت من المخرج سام مينديز في عام 2003 في جزيرة أنغيلا. أنجبوا ولدا، جو بعد سنة. بعد سبع سنوات من زواجهما، انفصلا في عام 2010. اعتبارًا من عام 2019، تزوج وينسلت من إدوارد أبيل سميث الذي أنجبت منه ابنة، بير بليز وينسلت في سنة 2013.

## روابط خارجية
- جيم ثريبلتون في قاعدة بيانات الأفلام على الإنترنت